# Sophie Scholl – De sista dagarna
Sophie Scholl – De sista dagarna (Sophie Scholl – Die letzten Tage) är en tysk film från 2005 i regi av Marc Rothemund.

## Handling
Berättelsen om Sophie Scholl och Vita rosen, en motståndsgrupp i München som var aktiv från juni 1942 till februari 1943. Tre aktivister i Vita Rosen, Sophie Scholl, hennes bror Hans Scholl och Christoph Probst avrättades genom giljotinering den 22 februari 1943.

## Rollista i urval
| Julia Jentsch         | – Sophie Scholl       |
| Fabian Hinrichs       | – Hans Scholl         |
| Gerald Alexander Held | – Robert Mohr         |
| Johanna Gastdorf      | – Else Gebel          |
| André Hennicke        | – Roland Freisler     |
| Florian Stetter       | – Christoph Probst    |
| Johannes Suhm         | – Alexander Schmorell |
| Maximilian Brückner   | – Willi Graf          |
| Petra Kelling         | – Magdalena Scholl    |
| Jörg Hube             | – Robert Scholl       |

## Utmärkelser
Filmen valdes i september 2005 till Tysklands bidrag till Oscarsgalan i kategorin bästa icke-engelskspråkiga film och Oscarsakademin utsåg den i januari 2006 till en av de fem nominerade filmerna.